# Калиши
Калиши (венг. Kaliz, произносится Калиш; также известны как Халызии, или Хвалисы (печенежские), ср.-греч. Χαλίσιοι Khalisioi) — балканский народ азиатского происхождения.

## Этимология
Название происходит от искажённого названия исторического региона Хорезм. К моменту окончательного разрушения Хазарского каганата, хазары уже были мусульманами и вассалами Хорезма. Слово же «хазар» означало верную смерть от многочисленных врагов павшего каганата, прежде всего русов. Поэтому вероятнее всего хазарские беженцы называли себя «хорезмийцами» (хорезми), а на Руси выходцы из Хорезма были известны как «хвалисы». Таким образом, изначально это экзоэтноним. Предки по матери печенежского клана Аба, к которому принадлежал венгерский король Самуил Аба (1041—1047) в соответствии с венгерской хроникой были «из хорезмийцев» (de gente Corosmina, de Corosminis orta). Таким образом, значение экзоэтнонима венгерским хронистом осознавалось вполне. Провинция (тарханство) Хвалис (Хвали-Ас) на нижней Волге являлась столичным округом в составе позднего Хазарского Каганата, окружавшей дворец каган-бека Хамлидж. Управлял округом Ас-Тархан, основное население составляло торгующее племя восточно-иранского происхождения — а(р)сы или аорсы.

## История

### X—XII века
В европейской историографии калиши появляются в описании византийского историка Иоанна Киннама в XII веке. В своём труде Киннам дважды упоминает неких Χαλίσιοι в венгерском войске. В первый раз он сообщает, что они исповедуют веру Моисея, не называя их при этом евреями, в других редакциях также сообщается, что они были мусульманами. Также в данном источнике говорится, что они сражались против Византии как союзники племен Далмации в 1154 году во время кампании Мануила Комнина на Балканах. Группа, о которой пишет Киннам, являлась составной частью печенежской орды. Аль-Бакри (1014—1094) сообщает, что около 1068 года Р. Х. значительное число «аль-Халис» наблюдалось среди кочевых печенегов на южных границах Киевской Руси. Это позволяет предположить, что «аль-Халис» были беженцами из уничтоженной Хазарии. Сам Аль-Бакри также склоняется к данному выводу. По словам Аль-Бакри, печенеги предоставили беженцам выбор: породниться с печенегами или искать счастья в другой стране. Поскольку через 100 лет «халисы» появляются в Венгрии, очевидно, что они выбрали первое, разделив вместе с печенегами их историческую судьбу, включая резню печенегов в 1091 году, учинённую византийцами после победы византийско-половецкого войска. Современница этих событий, Анна Комнина, дочь императора Алексея I Комнина в своей «Алексиаде» упоминает печенежского вождя по имени Халис. Остатки печенежских родов, избежавшие резни, поселились в Венгрии, где примкнули к антивизантийской политике венгерского двора, более того, имели родственников среди потомства правящего монарха. Таким образом, в эти остатки входили и «халисы».

## Мнения историков
Авраам Гаркави считал «халызиев» беженцами из Хазарского каганата, разрушенного Киевской Русью в 960-х годах н.э., подхваченными нашествием печенегов в следующем десятилетии того же века. Современник Гаркави, польский историк Август Бельковски отождествлял «халызиев» и «хвалисов» русских летописных источников.